# Psilocerea pulverosa
Psilocerea pulverosa là một loài bướm đêm trong họ Geometridae.